# La casa del misterio
La casa del misterio (en francés: La Maison du mystère) es una serie cinematográfica muda francesa dirigida por Aleksandr Aleksándrovich Vólkov para la compañía cinematográfica Albatros. Se realizó durante 1921 y 1922 y fue mostrada por primera vez en 1923. Fue coescrito y protagonizado por Ivan Mosjoukine.

## Sinopsis
Julien Villandrit es el propietario de la finca Les Basses-Bruyères y de su fábrica textil, cuyo director es su amigo de la infancia Corradin. Julien se casa con su vecina Régine, sin saber que Corradin también la ama. Luego de un asesinato, Julien es enviado a la cárcel, cuando el crimen fue cometido por Corradin. El único testigo de la verdad es el leñador Rudeberg y Corradin compra su silencio pagando la educación de su hijo Pascal. La lucha de Julien por limpiar su nombre y rescatar a Régine y a su hija Christiane de las intrigas de Corradin se extiende a lo largo de muchos años y enfrenta muchos contratiempos.
Los episodios, en orden, se titulan 

## Reparto
- Ivan Mosjoukine como Julien Villandrit;
- Charles Vanel como Henri Corradin;
- Hélène Darly como Régine de Bettigny;
- Francine Mussey como Christiane, hija de Julien y Régine;
  - Simone Genevois como Christiane (joven);
- Nicolas Koline como Rudeberg;
- Wladimir Strijiewsky como Pascal, hijo de Rudeberg;
  - Fabien Haziza como Pascal (joven);
- Bartkevitch como Marjory;
- Sylvia Gray como Marjorie;
- Claude Benedict como Général de Bettigny;
- Nina Raievska como la señora de Bettigny;
- Gilbert Dacheux como Urbain.

## Producción
En 1921, el productor emigrado ruso Joseph N. Ermolieff realizó tres series de películas a través de su compañía Ermolieff-Cinéma, incluida una basada en La Maison du mystère del novelista Jules Mary. El rodaje comenzó en el verano de 1921, pero luego se interrumpió durante seis meses cuando su estrella, Ivan Mosjoukine, contrajo fiebre tifoidea. Cuando se reanudó la producción en 1922, estaba bajo los auspicios de Albatros, la sucesora de la compañía de Ermolieff. El primer episodio se estrenó en Francia el 23 de marzo de 1923 y los nueve episodios restantes aparecieron a intervalos semanales.
Los títulos de las diez partes del serial fueron: L'Ami félon, Le Secret de l'étang, L'Ambition au service de la haine, L'Implacable verdict, Le Pont vivant, La Voix du sang, Les Caprices du destin, Champ clos, Les Angoisses de Corrandin y Le Triomphe de l'amour.
Las escenas de estudio se filmaron en Montreuil y algunas locaciones se llevaron a cabo en Niza y Cannes. Varios miembros del elenco y los técnicos eran rusos que se habían mudado a Francia después de la Revolución rusa. La historia permitió que Ivan Mosjoukine apareciera con numerosos disfraces en el transcurso de la película y mostrar el rango de su actuación.

## Recepción
La respuesta al estreno del serial fue positiva: «Su éxito fue inmediato y fenomenal. Los críticos que anteriormente habían denunciado la serie como un producto vulgar y sin arte fueron casi exagerados en sus elogios de la actualización con estilo de la película de clichés melodramáticos, pura elegancia pictórica y narración. imaginación, por no hablar de la absoluta credibilidad de las actuaciones. Para Mosjoukine fue la máxima consagración después de cuatro succès d'estime, y una vez más sirvió como escaparate de su multifacético talento. Pero la película también le abrió las puertas a Charles Vanel [...] y al asombroso Nicolas Koline.»
Un crítico en 1923 admitió que su antiguo desdén por el serial había sido anulado por este ejemplo de la forma: «Ya no se trata de una película hecha de situaciones absurdas, de escapadas asombrosas, de heroínas diez veces muertas y diez veces resucitadas, sino, por el contrario, de una muy lúcida adaptación de la novela de Jules Mary. Una comprensión del ritmo, del peso, de la verdad, y una bella fotografía llena de ingeniosos descubrimientos son la marca de la dirección de M. Volkoff.»
La película fue relanzada como largometraje en 1929 (con una duración de 159 minutos).
Fue rehecha como largometraje sonoro con el mismo título dirigida por Gaston Roudès en 1933.

## Restauración
La versión principal de la película de 1929 fue restaurada en 1985 para la Cinémathèque française por Renée Lichtig, y completó una restauración de la versión en serie con tintes en 1992. Flicker Alley publicó una edición en DVD de 3 discos de la serie en los Estados Unidos en 2015.